# 社長三代記
『社長三代記』（しゃちょうさんだいき）は、1958年1月3日に公開された『社長シリーズ』第4作の映画。製作、配給は東宝。モノクロ、東宝スコープ。 86分。
キャッチコピーは「人が変われど三等社長は、よろめくものと見つけたり」。

## 概要
「社長シリーズ」初のシネマスコープ作品であると共に、シリーズのメイン監督である松林宗恵が初めて関わった作品。本作から加東大介がレギュラーに加わる。

## スタッフ
- 監督：松林宗恵
- 製作：藤本真澄
- 脚本：笠原良三
- 音楽：宅孝二
- 撮影：小原譲治
- 美術：村木与四郎
- 録音：西川善男
- 照明：西川鶴三
- 編集：大井幸三
- 監督助手：岡本喜八

## キャスト
- 浅川啓太郎（二代目社長）：森繁久彌
- 浅川厚子（啓太郎の妻）：久慈あさみ
- 長谷川清（社長秘書）：小林桂樹
- 福原ヨネ（富之助の妻、会長）：三好栄子
- 福原トメ子（末娘）：雪村いづみ
- 大場太平（三代目社長）：加東大介
- 大場まつ子（太平の妻）：杉葉子
- 大場春枝（長女）：団令子
- 長谷川ちよ（清の母）：英百合子
- 中村明子（秘書課員）：司葉子
- 松村俊夫（新入社員）：太刀川洋一
- 池田定吉（経理部長）：三木のり平
- 奥村（姉妹会社専務）：有島一郎
- エミ（バーのマダム）：中田康子
- 梅千代（新橋の芸者）：扇千景
- うさぎ（半玉）：笹るみ子
- 通訳：トニー谷
- ミスター・ブラウン : ハロルド・コンウェイ

## ロケ地
- 東京フィルムビル（福富電機）
- 旧東宝本社ビル屋上（福富電機屋上）
- 銀座三丁目昭和通り
- 羽田空港

## 同時上映
『柳生武芸帳 双龍秘剣』
- 原作：五味康祐 / 監督：稲垣浩 / 主演：鶴田浩二。